# Commiphora buruxa
Commiphora buruxa är en tvåhjärtbladig växtart som beskrevs av Wessel Swanepoel. Commiphora buruxa ingår i släktet Commiphora och familjen Burseraceae. Inga underarter finns listade i Catalogue of Life.